# 福比尤茨 (蒙大拿州)
福比尤茨（英語：Four Buttes）是位於美國蒙大拿州丹尼爾斯縣的非建制地區。

## 歷史
福比尤茨的郵局於1927年設立，其後於1983年停運。

## 地理
福比尤茨所處的海拔為高於海平面757米（即2484英呎），而該地所採用的時區為UTC-6，即北美山地時區（MST）。同時該地設有夏令時間，為UTC-7調快一小時，即UTC-6（MDT）。